# Майер, Вальтер
Вальтер Майер — австрийский математик. Наиболее известен благодаря последовательности Майера — Виеториса. Работал помощником Альберта Эйнштейна и получил прозвище «калькулятор Эйнштейна».

## Биография
Родился 11 марта 1887 года в Граце, Австро-Венгрия.
Майер учился в Федеральном технологическом институте в Цюрихе и Парижском университете.
В 1912 году получил докторскую степень в Венском университете; его диссертация касалась интегрального уравнения Фредгольма. Он служил в армии с 1914 по 1919 год, в течение которого нашёл время для прохождения абилитации по дифференциальной геометрии.Поскольку он был евреем, у него было мало возможностей для академической карьеры в Австрии, и он покинул страну; однако в 1926 году, с помощью Эйнштейна, он вернулся на должность приват-доцента (лектора) Венского университета.
В 1929 году, по рекомендации Ричарда фон Мизеса, он стал ассистентом Альберта Эйнштейна с чётким пониманием того, что он будет работать с ним над удалённым параллелизмом, а с 1931 по 1936 год он сотрудничал с Альбертом Эйнштейном в теорией относительности.В 1933 году, после прихода Гитлера к власти, он последовал за Эйнштейном в Соединённые Штаты и стал научным сотрудником по математике в Институте перспективных исследований в Принстоне, штат Нью-Джерси.
Он продолжал работать в институте и умер в Принстоне 10 сентября 1948 года.

## Вклад
Его имя в носит последовательность Майера-Виеториса.
Он также опубликовал книгу по римановой геометрии в 1930 году, второй том учебника по дифференциальной геометрии, который был начат Адальбертом Душеком с тома о кривых и поверхностях.